# Makhu
Makhu är en ort i Indien.   Den ligger i distriktet Ferozepur och delstaten Punjab, i den norra delen av landet, 300 km nordväst om huvudstaden New Delhi. Makhu ligger 213 meter över havet och antalet invånare är 12 886.
Terrängen runt Makhu är mycket platt. Runt Makhu är det tätbefolkat, med 356 invånare per kvadratkilometer. Närmaste större samhälle är Zira, 15,0 km söder om Makhu. Trakten runt Makhu består till största delen av jordbruksmark.